# Michael Bielický
Michael Bielický (* 12. ledna 1954, Praha) je český fotograf, multimediální umělec a pedagog.

## Biografie
Michael Bielický se narodil 12. ledna 1954 v Praze. V roce 1969 emigroval z Československa do Düsseldorfu v Německu. V letech 1975–1978 studoval medicínu na Heinrich Heine Universität v Düsseldorfu.
- 1978/81 – pobyty v USA, experimenty s fotografií
- 1981/84 – externí fotograf pro časopis Monochrom v Düsseldorfu
- 1984 – začal studovat na düsseldorfské Státní akademii výtvarných umění (Staatliche Kunstakademie), po roce studia fotografie u Bernda Bechera přešel do ateliéru Nam June Paika; po absolutoriu působil v letech 1988/89 jako Paikův asistent
- 1991 – založil Školu nových médií na pražské AVU, organizuje sympózia zabývající se dílem Viléma Flussera, je poradcem Sorosova Centra pro současné umění Praha
- 1995/96 – poradce pro kulturu a technologii v Radě Evropy ve Štrasburgu

V roce 1996 založil Institut nestálých myšlenek v Kyjevě. O rok později začal spolupracovat s High Tech Center Babelsberg (Postdam).
- 1999–2000 – hostující umělec v Centru pro umění a mediální technologie (ZKM) v Karlsruhe, práce na realizaci projektu „virtuálního studia“ (Virtual Set Project)
- od 2002 – poradce pro založení Katedry nových médií na Univerzitě v Chiang Mai v severním Thajsku

Od roku 2007 působí jako profesor mediálního umění (digitálních médií) na Staatliche Hochschule für Gestaltung v Karlsruhe.

## Tvorba
- 1987 – Menora (Inventur)
- 1988 – Next Year in Jerusalem
- 1989 – The Golem is Alive
- 1990 – Der Name
- 1994 – Vilém Flussers Fluss
- 1995 – Exodus
- 2006 – Tento rok v Jeruzalémě

### Zastoupení ve sbírkách
- ZKM Karlsruhe

## Výstavy

### Samostatné výstavy
- 1988 – Cité internationale des arts, Paříž
- 1991 – Monte Video Time Based Art, Amsterdam
- 1993 – České kulturní centrum, Bukurešť; Roter Salon, Volksbühne, Berlín

### Skupinové výstavy
- 1987 – „São Paulo Bienal“, São Paulo
- 1988 – „3. Marl Video Kunst Preis“, Marl; Infermental 7, Tokio
- 1992 – Moving Image – Electronic Art, Fundació Joan Miró, Barcelona
- 1992–95 Ars Electronica, Linz
- 1993 – Village Gaze, Anthology Film Archives, New York
- 1994 – Joseph Beuys, Musée national d'art moderne, Centre Georges Pompidou, Paris
- 1995 – Museum for Contemporary Art, Varšava; Seoul Bienale, Seoul
- 1996 – The Butterfly Effect, Mücsarnok, Budapešť; Mixed Pixels, Kunstmuseum Düsseldorf
- 1997 – Opening exhibition of the ZKM Museum für Neue Kunst, Karlsruhe
- 1999–2000 – produced@, ZKM Karlsruhe
- 2002 – Laterna Magika, Paris, Espace Electra a web
- 2003 – Paesaggi del Desideri, Gallery for Contemporary Arts, Studio Lattuada, Milan